# Коттидж-Гров (Теннесси)
Коттидж-Гров (англ. Cottage Grove) — город, расположенный в округе Генри (штат Теннесси, США) с населением в 88 человек по статистическим данным переписи 2010 года, 86 человек по оценке 2019 года (самый малонаселённый город штата).

## География
По данным Бюро переписи населения США город Коттидж-Гров имеет общую площадь в 0,52 квадратных километров, водных ресурсов в черте населённого пункта не имеется.
Город Коттидж-Гров расположен на высоте 175 метров над уровнем моря.

## Демография
По данным переписи населения 2000 года в Коттидж-Гров проживало 97 человек, 30 семей, насчитывалось 41 домашнее хозяйство и 52 жилых дома. Средняя плотность населения составляла около 197 человек на один квадратный километр. Расовый состав Коттидж-Гров по данным переписи распределился следующим образом: 97,94 % белых, 1,03 % — представителей смешанных рас, 1,03 % — других народностей. Испаноговорящие составили 1,03 % от всех жителей города.
Из 41 домашнего хозяйства в 29,3 % — воспитывали детей в возрасте до 18 лет, 58,5 % представляли собой совместно проживающие супружеские пары, в 14,6 % семей женщины проживали без мужей, 26,8 % не имели семей. 24,4 % от общего числа семей на момент переписи жили самостоятельно, при этом 9,8 % составили одинокие пожилые люди в возрасте 65 лет и старше. Средний размер домашнего хозяйства составил 2,37 человек, а средний размер семьи — 2,80 человек.
Население города по возрастному диапазону по данным переписи 2000 года распределилось следующим образом: 22,7 % — жители младше 18 лет, 9,3 % — между 18 и 24 годами, 37,1 % — от 25 до 44 лет, 18,6 % — от 45 до 64 лет и 12,4 % — в возрасте 65 лет и старше. Средний возраст жителей составил 34 года. На каждые 100 женщин в Коттидж-Гров приходилось 79,6 мужчин, при этом на каждые сто женщин 18 лет и старше приходилось 82,9 мужчин также старше 18 лет.
Средний доход на одно домашнее хозяйство в городе составил 25 000 долларов США, а средний доход на одну семью — 28 750 долларов. При этом мужчины имели средний доход в 31 250 долларов США в год против 24 375 долларов среднегодового дохода у женщин. Доход на душу населения в городе составил 13 608 долларов в год. 21,9 % от всего числа семей в округе и 19,4 % от всей численности населения находилось на момент переписи населения за чертой бедности, при этом 23,1 % из них были моложе 18 лет.